# Giovanni Morosini

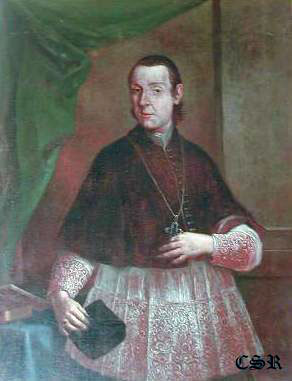
Bisschop Morosini van Verona

Giovanni Morosini (Venetië, 22 juli 1719 – Verona, 18 augustus 1789) was bisschop van Chioggia (1770-1772) en bisschop van Verona (1772-1789) in de republiek Venetië.

## Levensloop
Morosini trad in bij de benedictijnen van het San Giorgio Maggioreklooster in Venetië. Doge Alvise IV Mocenigo benoemde hem tot bisschop van Chioggia (1770) gelegen in de Lagune van Venetië, wat paus Clemens XIV bevestigde. Morosini bleef wonen in het klooster in Venetië, op het eiland San Giorgio Maggiore.
In 1772 kreeg Morosoni een overplaatsing van de doge naar het bisdom Verona. Vanuit Venetië liet hij de Veronezen weten een sobere intocht te willen want hij was een sobere monnik. Doch zijn intrede in Verona was groots. Dit was te danken aan het kapittel van kanunniken in Verona. 
Het bestuur van Morosini was gekenmerkt door de uitbouw van het priesterseminarie, zowel in lokalen als in lessen. In de jaren 1781-1782 hield hij een synode met alle priesters van het bisdom.
In 1782 reisde paus Pius VI naar Wenen om de kerkenpolitiek van keizer Jozef II van het Heilige Roomse Rijk, het jozefinisme genaamd, aan te klagen. In mei 1782 trok hij Verona binnen, op terugreis van Wenen. De paus bezocht de bibliotheek van het kapittel en de Arena van Verona die vol gelopen was met volk. Pius VI verbleef in het klooster van de dominicanen en niet op het bisschoppelijk paleis. Morosini was namelijk afwezig die dagen, officieel wegens ziekte. Kardinaal Pietro Colonna Panfili was naar Verona gekomen om de paus tegemoet te reizen. De kardinaal moest in een herberg verblijven, wat de paus stoorde. Bovendien overleed de kardinaal in de herberg ten gevolge van een ziekte die hij opgelopen had.
Morosini overleed in Verona in 1789 en werd in de kathedraal begraven, in de kapel van het Allerheiligste Sacrament.